# Casa de Angelis
Casa de Angelis es una serie chilena de televisión creada y dirigida por Valeria Sarmiento. Fue transmitida entre el 18 de noviembre de 2018 hasta el 12 de enero de 2019 por la cadena pública Televisión  Nacional de Chile.
La serie está ambientada en Santiago de la década de 1950 y recorre distintos arcos narrativos en el contexto social de la época, en que las mujeres recientemente tienen derechos laborales, políticos y sociales.

## Sinopsis
En el Santiago de 1952, Marina y Sofía De Angelis heredan el taller de alta costura de su padre Ettore, un inmigrante italiano, quien construyó una de las casas de moda más importantes de Santiago. 
Después de su muerte, ellas junto a sus costureras deberán sacar adelante la empresa, descubriendo el engaño detrás de la realidad financiera que atraviesa la fábrica, teniendo ellas que asumir las deudas y seguir proyectando el prestigio de la marca. Así, las hermanas De Angelis deberán enfrentar a una sociedad conservadora y machista, mientras luchan por sacar adelante el taller. Es una crónica familiar en un contexto político y social, en que las mujeres recientemente han podido ganar derechos como el voto.

## Reparto

### Principales
- Ángela Prieto como Marina de Angelis
- Valentina Muhr como Sofía de Angelis
- Paulina Urrutia como Gladys Soto
- Catalina Saavedra como Mirta Jaramillo
- Daniel Muñoz como Farid Chadud
- Rocío Toscano como Lucía Moreno
- Gabriel Urzúa como Antonio Soto
- Jorge Arecheta como Juan Luis Undurraga
- Edgardo Bruna como Agustín Riesco
- Tiago Correa como Luis de Araya
- Chamila Rodríguez como Rosario de Araya
- Iván Álvarez de Araya como Felipe Ortiz
- María José Prieto como Elsa Echenique
- Óscar Hernández como Isidoro Santa Cruz
- Norma Norma Ortiz como María Inés Larraín
- Marcial Edwards como Osvaldo de Castro
- Pedro Vicuña como Juan Miguel Walker
- Lía Maldonado como Amalia Urriola

### Participaciones especiales
- Claudia Di Girolamo como Carlota Saldías / Madama Carla
- Francisco Reyes como Jacobo Rubinstein
- Ricardo Fernández como Guillermo Fernández

### Recurrentes
- Rodolfo Pulgar como Roberto Gibbs
- Grimanesa Jiménez como Carmen Solari
- Marco Antonio de la Parra como Arturo Matte
- Luis Moreno es Ettore de Angelis.
- Omar Saavedra Santis es Parodi.
- Hernán Vallejo es Pastene.
- Sergio Díaz es Pablo Neruda.
- Max Corvalán es Gabriel González Videla.
- Agustín Moya es Raúl del Campo.
- Héctor Aguilar es Beltrán.
- Ernesto Gutiérrez es Olavarría.
- Naldy Hernández es Lucía Moreno anciana
- María Jesús Achondo es Jeannine Larraín
- Eduardo Burlé es Urrutia.
- Víctor Rojas es Lisandro.
- Daniela Pino es Micaela Garrido
- Vilma Verdejo es Raquel Toro
- Mario Bustos es Camarada.
- Roxana Naranjo es Julieta.
- Víctor Hugo Ogaz es Tani.
- Pancho González es Inspector.
- Juan Carlos Cáceres es Doblajista.
- Mariana Prat es Amiga de Nené.
- Renato Illanes es Juez.
- Juan Carlos Maldonado es Chófer.

## Episodios
| N.º | Título                            | Dirigido por      | Escrito por                                 | Fecha de emisión original |
| --- | --------------------------------- | ----------------- | ------------------------------------------- | ------------------------- |
| 1   | «La fulminante muerte de Ettore»  | Valeria Sarmiento | Historia: Miriam Heard Guión: Omar Saavedra | 18 de noviembre de 2018   |
| 2   | «La llegada de Sofía»             | Valeria Sarmiento | Omar Saavedra                               | 25 de noviembre de 2018   |
| 3   | «El plan de Don Agustín»          | Valeria Sarmiento | Omar Saavedra                               | 2 de diciembre de 2018    |
| 4   | «Marina deja a su marido»         | Valeria Sarmiento | Omar Saavedra                               | 9 de diciembre de 2018    |
| 5   | «Antonio»                         | Valeria Sarmiento | Omar Saavedra                               | 16 de diciembre de 2018   |
| 6   | «La verdad»                       | Valeria Sarmiento | Omar Saavedra                               | 23 de diciembre de 2018   |
| 7   | «Los hermanos De Angelis se unen» | Valeria Sarmiento | Omar Saavedra                               | 30 de diciembre de 2018   |
| 8   | «Los secretos salen a la luz»     | Valeria Sarmiento | Omar Saavedra                               | 6 de enero de 2019        |
| 9   | «La desaparición de Juan»         | Valeria Sarmiento | Omar Saavedra                               | 12 de enero de 2019       |
| 10  | «La nueva Casa de Angelis»        | Valeria Sarmiento | Omar Saavedra                               | 12 de enero de 2019       |

## Producción

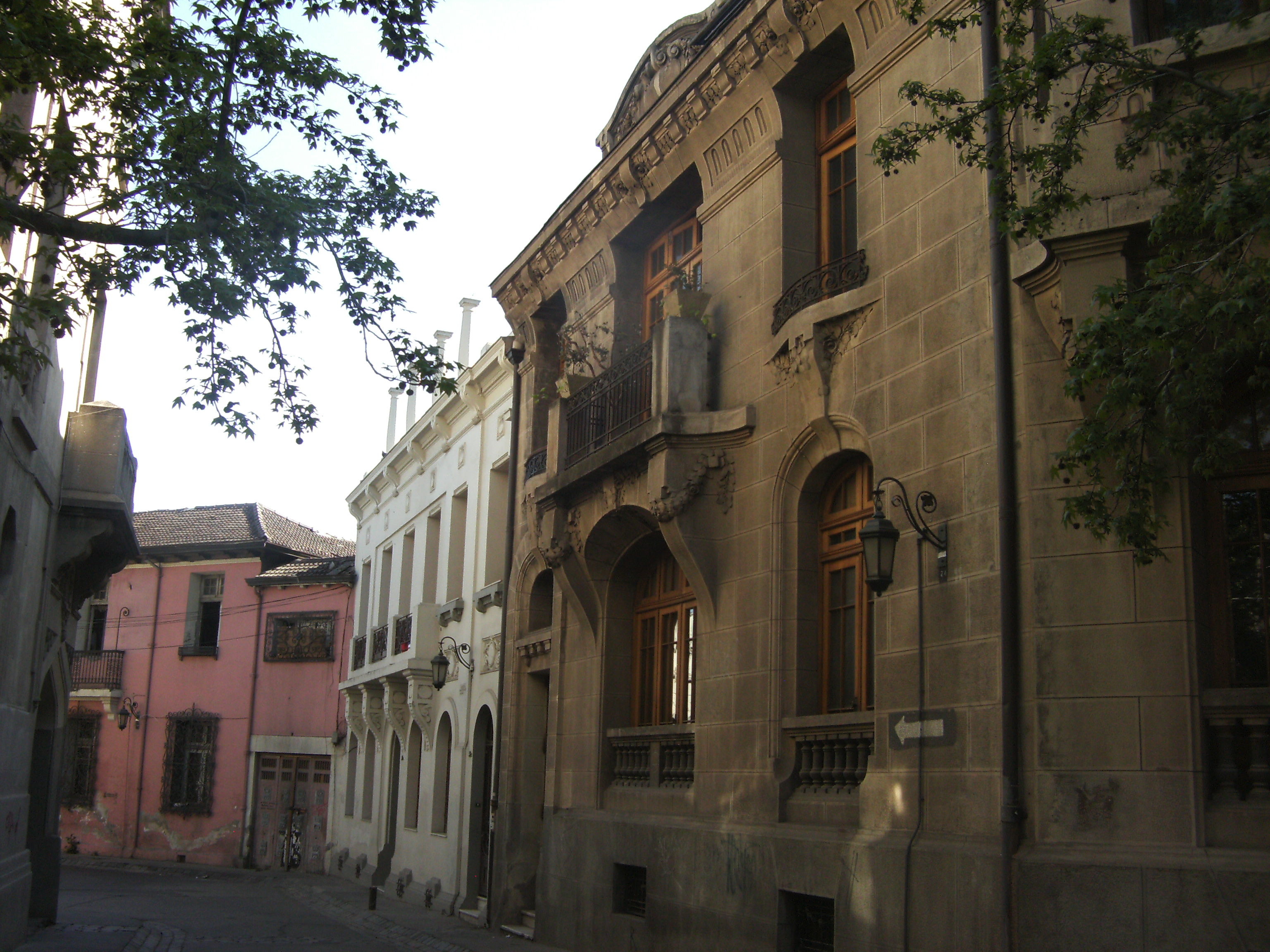
Vista del barrio Concha y Toro

La historia de una serie sobre una casa de modas comenzó en 2009 con un proyecto de Valeria Sarmiento —mujer y colaboradora del destacado cineasta Raúl Ruiz— cuando comenzó a escribir la sinopsis de Casa di Angeli, basada en la lucha de las mujeres chilenas por sus derechos laborales, políticos y sociales durante la década de 1950. Sin embargo, Sarmiento presentó en el 2010 el primer teaser del proyecto protagonizado por Francisca Lewin y Sofía García pero no logró financiamiento para su realización. Tras los malos resultados reescribió la trama y se presentó nuevamente en dos ocasiones a fondos concursables, con elencos distintos, sin tener éxito. 
Durante un periodo se analizó la oportunidad de transformar Casa di Angeli en una telenovela. Sin embargo, Sarmiento optó por transformarla en una serie para optimizar la producción y que surja una historia de calidad concentrada en un determinado plazo. En 2013 el guion es modificado por el destacado dramaturgo Omar Saavedra Santis y se filma nuevamente un teaser protagonizado por Ángela Prieto y María José Prieto, y con actuaciones de Álvaro Espinoza, Mariana Loyola y Carmen Gloria Bresky.
En 2014 Sarmiento presentó el teaser Casa de Angelis a los fondos concursables del Consejo Nacional de Televisión de Chile para lograr su financiamiento. El 13 de septiembre de 2014, el proyecto se convierte en el máximo ganador de la categoría ficción, adjudicándose $481.166.178, el monto más alto obtenido en los fondos del CNTV el 2014, para su financiamiento y realización en 2016. El proyecto fue adjudicado por Televisión Nacional de Chile, exhibiéndose a mediados del 2018.
El reparto de la serie está encabezado por Ángela Prieto, que se desempeña el papel protagonista de Marina y Valentina Muhr que se desempeña el papel de Sofía. Claudia Di Girolamo, Francisco Reyes y Daniel Muñoz son convocados por Sarmiento desde TVN para incorporarse al elenco de la serie.
Esta serie se graba principalmente en los estudios de la productora Suricato ubicacos en las instalaciones del ex Aeródromo Los Cerrillos.  También se graban secuencias en los alrededores de los barrios Concha y Toro y Brasil, donde se sitúa la acción. El Hotel Crillón de Santiago se utilizó como el escenario de la bohemia, mientras que la casa de costura fue construida para el rodaje en Hangares Suricato.

## Premio y nominaciones
| 2020                               |                       |          |
| Premios Caleuche (gremio)          |                       |          |
| Mejor actriz protagónica en series | Valentina Muhr        | Ganadora |
| Mejor actriz protagónica en series | Ángela Prieto         | Nominada |
| Mejor actor de soporte en series   | Iván Álvarez de Araya | Nominado |
| Mejor actor de soporte en series   | Gabriel Urzúa         | Nominado |
| Mejor actriz de soporte en series  | Catalina Saavedra     | Ganadora |
| Mejor actriz de soporte en series  | Paulina Urrutia       | Nominada |